# Trần Quốc Thái
Trần Quốc Thái là một sĩ quan cấp cao trong Quân đội nhân dân Việt Nam, hàm Thiếu tướng. Nguyên là Phó Giám đốc Học viện Lục quân.

## Thân thế và binh nghiệp
Trước năm 2010, ông là Sư đoàn trưởng Sư đoàn 10, Quân đoàn 3.
Năm 2012, ông giữ chức Phó tư lệnh Quân đoàn 3.
Năm 2015, ông được bổ nhiệm làm Phó tư lệnh kiêm Tham mưu trưởng Quân đoàn 3.
Năm 2018, ông được thăng quân hàm Thiếu tướng.
Tháng 2 năm 2018, ông được Quân ủy Trung ương bổ nhiệm giữ chức Phó Giám đốc Học viện Lục quân.
Tháng 5/2023, ông nghỉ hưu theo chính sách.

## Lịch sử thụ phong quân hàm
- Thiếu tướng (2018)